# Bérchules (kommunhuvudort)
Bérchules är en kommunhuvudort i Spanien. Den ligger i provinsen Provincia de Granada och regionen Andalusien, i den södra delen av landet, 400 km söder om huvudstaden Madrid. Bérchules ligger 1 341 meter över havet och antalet invånare är 803.
Terrängen runt Bérchules är kuperad åt sydost, men åt nordväst är den bergig. Runt Bérchules är det ganska glesbefolkat, med 35 invånare per kvadratkilometer. Närmaste större samhälle är Ugíjar, 12,1 km öster om Bérchules. Omgivningarna runt Bérchules är i huvudsak ett öppet busklandskap.